# Goldsmiths Prize
Il Goldsmiths Prize è un premio letterario britannico assegnato dalla Goldsmiths, University of London, in collaborazione con la rivista New Statesman ad un'opera che "rompe gli schemi ed estende le possibilità della forma del romanzo".
I candidati ai Goldsmiths Prize possono essere solamente cittadini britannici o irlandesi e i libri pubblicati da una casa editrice britannica.
I vincitori del premio vengono premiati con 10.000 sterline.

## Albo d'oro
- 2013: Eimear McBride: Una ragazza lasciata a metà (A girl is a half-formed thing)
- 2014: Ali Smith: L'una e l'altra (How to be both)
- 2015: Kevin Barry: Beatlebone
- 2016: Mike McCormack: Ossa di sole (Solar Bones)
- 2017: Nicola Barker: H(a)ppy
- 2018: Robin Robertson: Un nodo alla gola (The Long Take)
- 2019: Lucy Ellmann: Ducks, Newburyport
- 2020: M. John Harrison: The Sunken Land Begins to Rise Again[4]
- 2021: Isabel Waidner: Sterling Karat Gold[5]
- 2022: Natasha Soobramanien e Luke Williams: Diego Garcia[6]
- 2023: Benjamin Myers: Cuddy[7]
- 2024: Rachel Cusk: Parade[8]